# UP (음악 그룹)
UP(유피)는 1996년부터 1999년까지 활동한 대한민국의 4인조 혼성그룹이다.

## 데뷔 시기
- Ultra People 이란 약자로 데뷔한 UP는 1996년 1집 《1024(10월24일)》로 데뷔하였으며 당시에는 강현, 김용일, 이해정으로 구성된 혼성3인조였다. 타이틀곡 〈1024(10월24일)〉는 작곡가 장용진의 생일인 10월 24일을 뜻하는 것이라 하며, 노래 내용과 아무 관계없는 숫자를 제목으로 채택한 것이 특이하다. 타이틀곡이 대중적으로 널리 알려지기는 했지만 가요계에 뚜렷한 흔적을 남기지는 못했다.

## 2집 발매와 전성기
- 1997년 2집에서는 래퍼를 했던 강현이 빠지고 박상후와 이정희를 영입했으며 당시 이들의 나이는 16살이었다. 이로써 UP는 4인조 혼성그룹으로 활동하게 되었다. 같은 해 여름에 〈뿌요뿌요〉와 〈바다〉 등을 히트시키면서 큰 인기를 얻으며 성공하게 된다. 이 곡으로 공중파 음악 프로그램에서 1위를 차지하였으며 당시에 방송에서 대부분의 가수나 그룹들이 립싱크로 활동하였으나 무대에서는 라이브로 활동하여 좋은 이미지를 보여주었다. 하지만 김용일의 파트는 대부분이 고음이었으며 이해정의 파트도 서서히 빛을 잃어갔다.

## 3집 이후와 해체
같은해 가을에 3집을 발표하여 타이틀곡 〈밝은세상〉을 내세워 활동하였다. 2집의 이미지를 그대로 이어간 3집은, 그러나 더이상의 인기를 이어가는데는 실패했다. 게다가 뮤직비디오도 제작하지 않는 등의 기획사의 투자미비까지 겹쳐져 별 성과를 거두지 못하였다. 〈밝은세상〉이 2집의 후광으로 가요순위 상위권을 잠시 차지하였을 뿐, 2집때와 같은 인기를 회복하지 못했다. 3집 활동중에 김용일이 연예계 생활을 하지 않겠다고 하여 팀을 탈퇴하였고 이켠(본명 양상모, 1982년 2월 20일 ~)을 영입하였다.
- 1998년 8월에 4집을 발표하여 〈그때 그 시절〉, 〈정글의 법칙〉으로 재기를 노렸으나 역시 기획사의 비협조 등으로 성과를 거두지 못했다. 이 앨범에서 박상후가 〈부탁해요〉라는 곡을 직접 작곡하기도 했다.

- 1999년 초에 베스트앨범을 발표하였으며 이때 해체사실이 확정된 것으로 보인다. 그해 여름에 마지막 팬미팅을 끝으로 공식 해체되었다. 해체 이후 이켠을 제외하고는 멤버별로 뚜렷한 연예활동은 없으나 멤버 중 박상후는 2014년 솔로 활동을 재개했다.

- 2005년 8월 MTV VIDEOPLEX 여름노래 차트에 4집에 수록된 〈그때 그 시절〉이 45위, 2집에 수록된 〈바다〉가 11위에 올랐을 정도로 한 시기를 대표한 가수였다.

비록 3집 이후에도 2집때의 인기를 회복하지 못하였지만, 연예잡지나 방송활동을 꾸준히 지속하였다는 점이 유피 활동에서 특징이라 할 수 있다. 이는 2집활동 당시의 왕성한 활동이 대중에게 강렬한 인상을 남겨 지속적으로 효과를 발휘한 것으로 볼 수 있다. 때문에 해체시에도 대중의 관심권을 완전히 벗어나지 않았다. 멤버 박상후는 현재는 리온으로 활동중이다.

## 멤버
- 강현 (남자, 1974년 9월 22일 출생)[1]
- 이해정 (여자, 1976년 12월 28일 출생)[1][2]
- 김용일 (남자, 1976년 1월 1일 출생)[1]
- 이정희 (여자, 1982년 6월 4일 출생)[3][2]
- 박상후 (남자, 1982년 11월 5일 출생)[3][2]
- 이켠 (남자, 1982년 2월 20일 출생)[2]

### 멤버 변천사
- 1집 - 강현, 김용일, 이해정
- 2집 - 김용일, 이해정, 이정희, 박상후
- 3집~해체까지 - 이해정, 이정희, 박상후, 이켠

## 앨범
- 1집 《1024(10월24일)》(1996년)
  1. 〈Intro- Up! Show Time〉
  2. 〈1024(10월24일)〉
  3. 〈또 다른 너〉
  4. 〈시작없는 이별〉
  5. 〈너만이 전부라는 걸〉
  6. 〈AFRICA〉
  7. 〈다시돌아와줘〉
  8. 〈이제 난〉
  9. 〈하늘에서〉

- 2집 《Second Birth》(1997년)
  1. 〈뿌요뿌요(pyo pyo)〉
  2. 〈바다〉
  3. 〈미야〉
  4. 〈영원한 이별〉
  5. 〈강적〉
  6. 〈지금은 외출중〉
  7. 〈아프리카〉(재녹음)
  8. 〈나만의 너〉

- 3집 《發斤歲上》(1997년)
  1. 〈밝은세상〉
  2. 〈SANTA의 기적〉
  3. 〈친구의 고백〉
  4. 〈winter〉
  5. 〈반성〉
  6. 〈올 겨울엔〉
  7. 〈사랑해요〉
  8. 〈SF〉

- 4집 《形》(1998년)
  1. 〈그때 그 시절〉
  2. 〈정글의 법칙〉
  3. 〈하이킹〉
  4. 〈무인도 이야기〉
  5. 〈only you〉
  6. 〈얌체〉
  7. 〈부탁해요〉
  8. 〈다시 생각해(you!)〉
  9. 〈산타의 기적〉(3집 수록곡 〈SANTA의 기적〉과 같은 곡)
  10. 〈그때 그 시절〉(반주곡)

- 베스트 《UP BEST+1》(1999년)
  1. 〈예감〉(신곡)
  2. 〈1024(10월24일)〉(1집)
  3. 〈뿌요뿌요〉(2집)
  4. 〈밝은 세상〉(3집)
  5. 〈아프리카〉(1·2집)
  6. 〈바다〉(2집)
  7. 〈반성〉(3집)
  8. 〈미야〉(2집)
  9. 〈올 겨울엔〉(3집)
  10. 〈시작없는 이별〉(1집)
  11. 〈하늘에서〉(1집)
  12. 〈영원한 이별〉(2집)

## 수상
- 1997년 골든디스크 본상
- 1997년 서울가요대상 본상
- 1997년 KBS 가요대상 본상
- 1997년 SBS 가요대전 본상
- 1997년 MBC 가요대제전 본상
- 1998년 대한민국 연예예술상 청소년 혼성 가수상

### 가요 프로그램 1위
| 연도             | 수상 내역 (총 12회) |
| ---------------- | --- |
| 1997년 (총 12회) | - 뿌요 뿌요 (총 12회) - 6월 7일 KM 《쇼 뮤직탱크》 1위 - 6월 7일 MBC 《인기가요 BEST 50》 1위 - 6월 8일 SBS 《TV 가요 20》 1위 - 6월 11일 KBS 《가요톱10》 1위 - 6월 14일 KM 《쇼 뮤직탱크》 1위 - 6월 14일 MBC 《인기가요 BEST 50》 1위 (2주 연속) - 6월 15일 SBS 《TV 가요 20》 1위 - 6월 18일 KBS 《가요톱10》 1위 (2주 연속) - 6월 21일 KM 《쇼 뮤직탱크》 1위 (3주 연속) - 6월 22일 SBS 《TV 가요 20》 1위 - 6월 29일 SBS 《TV 가요 20》 1위 (4주 연속) - 7월 13일 SBS 《TV 가요 20》 1위 (통산 5주) -왕중왕- |